# تشارلز سولومون
تشارلز سولومون (بالإنجليزية: Charles Solomon)‏ هو سياسي أمريكي، ولد في 1889، وتوفي في 1963. انتخب عضو جمعية ولاية نيويورك.